# Zvezno okrožje Kolumbija
Zvezno okrožje Kolumbija (tudi Distrikt Kolumbija, izvirno angleško District of Columbia) ob reki Potomac obsega ozemlje prestolnice ZDA Washingtona, ki je bila zgrajena po odločitvi predsednika Georgea Washingtona.
Okrožje ne pripada nobeni zvezni državi. Ima predstavnika v predstavniškem domu ameriškega Kongresa, ne pa tudi v Senatu (po logiki, da senatorji predstavljajo interese zveznih držav in ne ljudi; interese slednjih predstavljajo člani Predstavniškega doma). Že vrsto let je aktivno gibanje za spremembo ustroja D.C.-ja v običajno zvezno državo (večinoma zaradi pridobitve dodatnih elektorskih glasov), člani gibanja so povečini povezani z Demokratsko stranko. Mnogih pravic, ki pripadajo prebivalcem zveznih držav, prebivalci D.C.-ja nimajo, saj velja na ozemlju zgolj zvezna zakonodaja in tako prebivalci niso enako zaščiteni pred neutemeljenim vmešavanjem zvezne vlade v primerjavi z drugimi Američani.